# 中国致公党广东省委员会
中国致公党广东省委员会，简称致公党广东省委、广东致公党，是中国致公党在广东省的地方组织。